# 弱化子
弱化子（attenuator，又译衰减子）是指原核生物的操纵子中可以明显衰减乃至终止转录作用的一段核苷酸序列，位于操纵子的上游。在研究大肠杆菌（E. coli）的色氨酸操纵子表达弱化现象时发现。该区域可以形成不同的二级结构。